# Fayette, Alabama
Fayette là một thành phố thuộc quận Fayette, tiểu bang Alabama, Hoa Kỳ. Dân số năm 2009 là 4657 người, mật độ đạt 210 người/km².